# Брусница Велика
Брусница Велика је насељено мјесто у општини Брод, Република Српска, БиХ. Према прелиминарним подацима пописа становништва 2013. године, у насељу је живио 141 становник.

## Становништво
Према попису становништва из 1991. године, мјесто је имало 1.021 становника.
| Демографија | Демографија | Демографија |
| Година      | Становника  | Становника  |
| ----------- | ----------- | ----------- |
| 1948.       | 1.065       |             |
| 1953.       | 1.085       |             |
| 1961.       | 1.082       |             |
| 1971.       | 1.164       |             |
| 1981.       | 1.053       |             |
| 1991.       | 1.021       |             |
| 2013.       | 141         |             |

## Знамените личности
- Љупко Петровић, српски фудбалер и тренер